# 日本における人糞利用
本項目では日本における人糞の利用（にほんにおける じんふんのりよう）について述べる。世界での利用については、屎尿の再利用を参照。

## 日本での利用の歴史
日本で人糞を有機質肥料として用いたことが確認される最初の例は、鎌倉時代だと言われる。
室町時代の朝鮮通信使も「日本では人糞を肥料とし、農作物の生産高が非常に高い」と記している。
江戸時代には、その人糞を出す階層により、その価値が違い、栄養状態のよい階層（最上層は江戸城）から出された人糞は、それより下の階層（最下層は罪人）が出す物より高い値段で引き取られた。江戸城から出る人糞は、葛西村が独占していた。長屋に併設された共同便所は、これらの肥料原料を効率良く収集するために設置され、ここから得られた肥料で城下町周辺部の農地は大いに肥え、町民に食糧を供給し続けた。江戸落語の中に店子が喧嘩した大家へ「二度とてめえの長屋で糞してやらねぇ！」と捨て台詞を吐く描写があるが、それはこのような背景があるためである。
明治時代においても人糞は貴重な肥料であり、高値で引き取られた。そのため、学生などが下宿する場合においては、部屋を複数人以上（具体的人数はその時の取引相場で異なる）で共同で借りた場合は、部屋の借り賃が無料になることもあった。
第二次大戦後、ダグラス・マッカーサー率いるGHQは日本のサラダに人糞の細菌と寄生虫が多数混入していたため、日本政府に人糞肥料の中止を命じた。日本政府は「寄生虫予防会」を各市町村に作り、人糞肥料から化学肥料へと一大転換が行われた。しかし、1955年頃になっても学校の保健室には「よい子はなま野菜を食べないようにしましょう」といった表題のポスターが貼ってある状況だった。ただちに人糞肥料から化学肥料の使用へと完全移行した生産者は多くなかったのである。
現代ではふん尿の肥料としての利用は廃棄物処理法17条で制限されており、環境省令の定める基準に適合した方法によらない場合は使用してはならないとされている。
肥料として用いる人糞は、そのまま使うと作物が根腐れするため、たいていは肥溜めに溜めて発酵させて利用する。発酵菌の作用によりタンパク質の凝固する以上の高温となり、大抵の寄生虫や衛生害虫の卵の生存できない温度にする効果がある。ちなみに発酵中の物は非常に臭いが強く、さらに衛生害虫になるクロバエ類やニクバエ類、またカの中でも最も富栄養状態に適応したオオクロヤブカの発生源となるなどの問題があった。また、人糞肥料を媒介とした寄生虫の流行も問題となった。

## 薬用など
日本には、ヒトの排泄物およびその関係品に由来する生薬を用いる治療法が存在する。
漢方薬では人や動物の大便・小便が薬または薬の原料として一般的に用いられるが、中国大陸から漢方医学が伝わった日本でも、人糞を使った薬を用いていた（同様に人糞・動物糞を用いる例は朝鮮半島にも見られる。「朝鮮における人糞利用」「朝鮮の民間療法」参照）。
「人屎(ひとくそ)」の名で『新修本草』や『本草綱目』に収載されており、『和名抄』では「久曽(くそ)」、『多識編』には「比登乃久曽(ひとのくそ)」の名で記載されている。解毒作用が知られており、臨床応用では産後陰脱（産後の子宮脱）のほか、蛇咬（蛇に咬まれた時）、痘瘡（天然痘）、鼻血に用いられた。
人中黄は、甘草の粉末を人糞に混ぜて（或いは竹筒に入れた甘草の粉末を肥溜めに漬けて）作成する。解熱や解毒作用があるとされる。江戸時代の医学書『用薬須知』の6巻「人ノ部」では「大便ノ汁ナリ」と説明されている。
「破棺湯」別名「黄竜湯（おうりゅうとう）」は人糞を乾燥させ粉末にし、煎じて飲み薬とした。
『本草和名』では「人屎（ひとくそ）」という項で人糞の様々な効能を紹介している。
徳川光圀の命により編纂された『窮民妙薬』では、蚕の糞、鼠の糞、黄牛の糞、猫の糞、馬糞、竹の虫糞、兎の糞、牛の糞、童子の大便と材料は多彩で、「河豚の毒を解す妙薬」の項には人糞を用いる方法が記されている。「胸虫の薬」の項では「童子の大便干し、粉にして丸じ、生姜汁にて用い吉」とある。
『和方一萬方』に「指腫たるを治る方」として「人の糞を器に入れ その上を厚き紙にて張り痛指の入程穴をあけて その内に指をさし入あたたむべし」とある。
『用薬須知続編』の2巻には、人糞を利用したさまざまな薬が記されている。「男子屎尖」（男性の糞の、とがった端の部分）、「熱糞堆」（人の糞が重なり熱くなったもの）、「焼人糞」（人の糞を焼いたもの）の3つである。

## 昭和以前の民間療法
- 岩手県軽米町のあたりでは、歯痛が起こるとオガワ（おまる）の内側にこびりついているカスを削り取って虫歯の穴に詰めた（昭和55年）[12]。
- 秋田県阿仁村（現・北秋田市）中村では、便所の溜の中に竹コを入れておくと節から節までの間にきれいな水が溜まるので、それを悪い物を食べたりきのこにあたったりした時に飲むという[13]。
- 静岡県小河内（現・静岡市清水区）では、ミミンダレ（耳だれ）の時、便所つぼ（溜桶）の縁の汁をつけるとよく利くという[14]。
- 沖縄県伊計島の人によると、バンノウフウ（山に行った後などにできるひどく痒いブツブツ）と呼ぶできものには、使用後のチビヌグヤー（尻ぬぐい）を焼いて、煙をかけた[14]。

## 尿を用いた民間療法
切り傷をこしらえた時は小便をかけるとの民間療法は広い地域で耳にする。静岡県小笠町（現・菊川市）高橋原、岐阜県久瀬村（現・揖斐川町）津汲、広島県高宮町（現・安芸高田市）式敷、鹿児島県沖永良部島では、切傷には人の尿をかけていた。東北地方では、切傷よりも火傷の場合に人の尿を使った。福島県舘岩村（現・南会津町）井桁、福島県田島町（現・南会津町）福米沢では火傷には小便をかけたという。
13世紀末成立の『天狗草紙』の記述として、天狗の長老＝一遍上人（時宗開祖）が「尿を薬とした」という記述がある。